# 곽연
곽연(郭延, ? ~ ?)은 전한 후기의 관료이다.

## 생애
건소 2년(기원전 37년), 좌풍익에 임명되었다.

## 출전
- 반고, 《한서》 권19하 백관공경표 下

| 전임 풍야왕 | 전한의 좌풍익 기원전 37년 ~ 기원전 32년? | 후임 필중 |